# Pselaphodes hui
Pselaphodes hui (лат.) — вид мелких коротконадкрылых жуков рода Pselaphodes из подсемейства ощупники (Pselaphinae, Staphylinidae). Название дано в честь коллектора типовой серии (Jia-Yao Hu).

## Распространение
Юго-Восточная Азия: Китай, Guangxi, Jinxiu County, Dayaoshan Mt., на высоте 1200–1400 м в подстилочном слое смешанного леса.

## Описание
Мелкие жуки-ощупники, длина тела менее 3 мм (самцы от 2,58 до 2,65 мм), красновато-коричневого цвета. Отличается ровными надкрыльями без двух пар бугорков (как у близкого вида Pselaphodes gongshanensis), формой булавы усиков, выступающими задними тазиками и простыми средними голенями без выступов и модификаций. Глаза из 35 фасеток. Строение усиков: X-й антенномер без тонко пунктированного вентрального дисковидного выступа, имеет немодифицированный VII-й членик жгутика усика (почти симметричен и простой по форме). Дисковидный выступ у переднего края имеет IX антенномер. Апикальные членики IX—XI жгутика усика увеличенные. Пронотум округлый на переднебоковых углах с крупным метавентральным выступом. Второй тарзомер простой, линейный, не увеличенный. Срединная метавентральная ямка отсутствует. Нижнечелюстные щупики (по крайней мере, некоторые сегменты из группы II—IV) асимметричные, округло расширенные или слегка выступающие латерально. Голова с фронтальной ямкой. Глаза выступающие. Усики прикрепляются у переднего края головы; булава усиков 3-члениковая; скапус отчётливо длиннее педицелля. Ноги тонкие и длинные; бёдра утолщённые. В основании надкрылий по две ямки. Брюшко короткое (его длина явно меньше ширины).

## Систематика
Впервые описан в 2012 в ходе ревизии, проведённой китайскими колеоптерологами Zi-Wei Yin и Li-Zhen Li (Shanghai Normal University, Шанхай, Китай). По своим признакам наиболее близок к видам Pselaphodes condylus, Pselaphodes yanbini и Pselaphodes gongshanensis.